# 팬택 베가
팬택 스카이 베가(Pantech SKY Vega)는 팬택이 2010년 7월 15일에 출시한 스마트폰이다. 기존 출시 기종인 시리우스와 달리 화면 터치 스크린을 감압식에서 정전식으로 바꾸고, 3.7인치의 AMOLED 화면을 채용하였다. 팬택 스카이 베가 시리즈의 최초 제품이며, SK텔레콤 전용 모델이다.

## 색상
- 블랙
- 핑크
- 골드브라운
- 화이트